# Micrathena anchicaya
Micrathena anchicaya là một loài nhện trong họ Araneidae.
Loài này thuộc chi Micrathena. Micrathena anchicaya được Herbert Walter Levi miêu tả năm 1985.